# Гайки (Конотопський район)
Гайки — колишнє село, входило до складу Малосамбірської сільської ради, Конотопський район, Сумська область.
20 червня 1988 року село зняте з обліку.

## Географічне розташування
Гайки знаходяться на правому березі річки Малий Ромен неподалік від витоків. Нижче по течії за 2,5 км розташоване село Малий Самбір, з другої сторони річки в Чернігівській області — колишнє село Кирпичне.